# Sevastopol (1864)
Det russiske panserskib Sevastopol blev påbegyndt i 1860 som en skruefregat på 5.212 tons. På samme tidspunkt var både Frankrig og Storbritannien gået i gang med at bygge panserskibe, som med ét slag gjorde de gamle træskibe forældede. I Rusland besluttede man derfor i 1862, at Sevastopol skulle bygges færdig som panserskib. Det oprindelige artilleri med 60 punds glatløbede kanoner blev hurtigt erstattet af riflede kanoner. Navnet henviser til byen Sevastopol, hvor den russiske hær og mandskab fra flåden havde ydet hårdnakket modstand under Krimkrigen.

## Tjeneste
Skibet hejste kommando i 1865, og man ved fra Joseph Loubats bog om et amerikansk flådebesøg i Rusland, at det i august 1866 gjorde tjeneste som flagskib for den russiske Østersø-flåde. Kombinationen af træskib og pansring var imidlertid ikke specielt holdbar, så da nye skibe blev afleveret til den russiske flåde, var der ikke længere brug for Sevastopol, og det udgik omkring 1887.